# Вице-президент Китайской Республики
Вице-президент Китайской Республики кит. 中華民國副總統, также известный как вице-президент Тайваня, является второй по величине конституционной должностью Китайской Республики.

## Полномочия
Согласно статье 49 Конституции Китайской Республики, в случае, если должность президента становится вакантной, вице-президент сменяет его до истечения первоначального президентского срока. В случае, если должности президента и вице-президента станут вакантными, председатель Исполнительного Юаня будет исполнять обязанности президента. В случае, если президент по какой-либо причине не сможет приступить к исполнению своих обязанностей, вице-президент должен действовать от имени президента. В случае, если и президент, и вице-президент не смогут присутствовать при исполнении служебных обязанностей, председатель Исполнительного Юаня должен действовать от имени президента. После того как вице-президент становится президентом, должность вице-президента остается вакантной до конца срока.
Помимо замены президента в случае смерти, отставки или импичмента, а также выполнения функций президента в случае, если президент становится недееспособным, вице-президент имеет мало формальных полномочий в правительстве.
До 1996 года вице-президент избирался Национальной ассамблеей Китайской Республики. Начиная с президентских выборов 1996 года, вице-президент избирался прямым всенародным голосованием граждан по тому же списку, что и президент.

## Список вице-президентов
Временное правительство:  Тунмэнхой
 Бэйянская армия
Бэйянское правительство:  Бэйянская армия
 Прогрессивная партия
Национальное правительство:  Гоминьдан
 Демократическая прогрессивная партия  Независимый
| Вице-президенты Временного правительства             |                                                 |                                                 |                                                 |                                                 |                                                 |                              |                                                     |                         |
| №                                                    | Фото                                            | Имя (Годы жизни)                                | В должности                                     | В должности                                     | Партия                                          | Президент                    | Президент                                           | Ассамблея (год выборов) |
| 1                                                    |                                                 | Ли Юаньхун 黎元洪 (1864–1928)                   | 1 января 1912                                   | 10 октября 1913                                 | Независимый                                     |                              | Сунь Ятсен (Тунмэнхой)                              | Временная (1911)        |
| 1                                                    |                                                 | Ли Юаньхун 黎元洪 (1864–1928)                   | 1 января 1912                                   | 10 октября 1913                                 | Независимый                                     | Юань Шикай (Бэйянская армия) | Временная (1912)                                    |                         |
| Вице-президенты Бэйянского правительства             |                                                 |                                                 |                                                 |                                                 |                                                 |                              |                                                     |                         |
| №                                                    | Фото                                            | Имя (Годы жизни)                                | В должности                                     | В должности                                     | Партия                                          | Президент                    | Президент                                           | Ассамблея (год выборов) |
| 1                                                    |                                                 | Ли Юаньхун 黎元洪 (1864–1928)                   | 10 октября 1913                                 | 6 июня 1916                                     | Прогрессивная партия                            |                              | Юань Шикай (Бэйянская армия)                        | 1я (1913)               |
| 2                                                    |                                                 | Фэн Гочжан 馮國璋 (1859–1919)                   | 6 июня 1916                                     | 17 июля 1917                                    | Бэйянская армия                                 |                              | Ли Юаньхун (Прогрессивная партия)                   | 1я (1916)               |
| Вице-президенты после принятия Конституции 1947 года |                                                 |                                                 |                                                 |                                                 |                                                 |                              |                                                     |                         |
| №                                                    | Фото                                            | Имя (Годы жизни)                                | В должности                                     | В должности                                     | Партия                                          | Президент                    | Президент                                           | Срок (год выборов)      |
| 1                                                    |                                                 | Ли Цзунжэнь 李宗仁 (1890–1969)                  | 20 мая 1948                                     | 12 марта 1954                                   | Гоминьдан                                       |                              | Чан Кайши (Гоминьдан)                               | 1 (1948)                |
| Должность вакантна 12 марта – 19 мая 1954            |                                                 |                                                 |                                                 |                                                 |                                                 |                              | Чан Кайши (Гоминьдан)                               | 1 (1948)                |
| 2                                                    |                                                 | Чэнь Чэн 陳誠 (1898–1965)                       | 20 мая 1954                                     | 5 марта 1965                                    | Гоминьдан                                       | 2 (1954)                     | Чан Кайши (Гоминьдан)                               |                         |
| 2                                                    | 3 (1960)                                        | Чэнь Чэн 陳誠 (1898–1965)                       | 20 мая 1954                                     | 5 марта 1965                                    | Гоминьдан                                       |                              | Чан Кайши (Гоминьдан)                               |                         |
| Должность вакантна 5 марта 1965 – 19 мая 1966        |                                                 |                                                 |                                                 |                                                 |                                                 |                              | Чан Кайши (Гоминьдан)                               |                         |
| 3                                                    |                                                 | Янь Цзягань 嚴家淦 (1905–1993)                  | 20 мая 1966                                     | 5 апреля 1975                                   | Гоминьдан                                       | 4 (1966)                     | Чан Кайши (Гоминьдан)                               |                         |
| 3                                                    | 5 (1972)                                        | Янь Цзягань 嚴家淦 (1905–1993)                  | 20 мая 1966                                     | 5 апреля 1975                                   | Гоминьдан                                       |                              | Чан Кайши (Гоминьдан)                               |                         |
| Должность вакантна 5 апреля 1975 – 19 мая 1978       | Должность вакантна 5 апреля 1975 – 19 мая 1978  | Должность вакантна 5 апреля 1975 – 19 мая 1978  | Должность вакантна 5 апреля 1975 – 19 мая 1978  | Должность вакантна 5 апреля 1975 – 19 мая 1978  | Должность вакантна 5 апреля 1975 – 19 мая 1978  |                              | Янь Цзягань (Гоминьдан)                             |                         |
| 4                                                    |                                                 | Се Дунминь 謝東閔 (1908–2001)                   | 20 мая 1978                                     | 19 мая 1984                                     | Гоминьдан                                       |                              | Цзян Цзинго (Гоминьдан)                             | 6 (1978)                |
| 5                                                    |                                                 | Ли Дэнхуэй 李登輝 (1923–2020)                   | 20 мая 1984                                     | 13 января 1988                                  | Гоминьдан                                       | 7 (1984)                     | Цзян Цзинго (Гоминьдан)                             |                         |
| Должность вакантна 13 января 1988 – 19 мая 1990      | Должность вакантна 13 января 1988 – 19 мая 1990 | Должность вакантна 13 января 1988 – 19 мая 1990 | Должность вакантна 13 января 1988 – 19 мая 1990 | Должность вакантна 13 января 1988 – 19 мая 1990 | Должность вакантна 13 января 1988 – 19 мая 1990 | 7 (1984)                     |                                                     | Ли Дэнхуэй (Гоминьдан)  |
| 6                                                    |                                                 | Ли Юаньцу 李元簇 (1923–2017)                    | 20 мая 1990                                     | 20 мая 1996                                     | Гоминьдан                                       | 8 (1990)                     |                                                     | Ли Дэнхуэй (Гоминьдан)  |
| Вице-президенты после введения прямых выборов        |                                                 |                                                 |                                                 |                                                 |                                                 |                              |                                                     |                         |
| №                                                    | Фото                                            | Имя (Годы жизни)                                | В должности                                     | В должности                                     | Партия                                          | Президент                    | Президент                                           | Срок (год выборов)      |
| 7                                                    |                                                 | Лянь Чжань 連戰 (род. 1936)                     | 20 мая 1996                                     | 20 мая 2000                                     | Гоминьдан                                       |                              | Ли Дэнхуэй (Гоминьдан)                              | 9 (1996)                |
| 8                                                    |                                                 | Люй Сюлянь (Аннет Люй) 呂秀蓮 (род. 1944)       | 20 мая 2000                                     | 20 мая 2008                                     | Демократическая прогрессивная партия            |                              | Чэнь Шуйбянь (Демократическая прогрессивная партия) | 10 (2000)               |
| 8                                                    | 11 (2004)                                       | Люй Сюлянь (Аннет Люй) 呂秀蓮 (род. 1944)       | 20 мая 2000                                     | 20 мая 2008                                     | Демократическая прогрессивная партия            |                              | Чэнь Шуйбянь (Демократическая прогрессивная партия) |                         |
| 9                                                    |                                                 | Сяо Ваньчан (Винсент Сяо) 蕭萬長 (род. 1939)    | 20 мая 2008                                     | 20 мая 2012                                     | Гоминьдан                                       |                              | Ма Инцзю (Гоминьдан)                                | 12 (2008)               |
| 10                                                   |                                                 | У Дуньи 吳敦義 (род. 1948)                      | 20 мая 2012                                     | 20 мая 2016                                     | Гоминьдан                                       | 13 (2012)                    | Ма Инцзю (Гоминьдан)                                |                         |
| 11                                                   |                                                 | Чэнь Цзяньжэнь 陳建仁 (род. 1951)               | 20 мая 2016                                     | 20 мая 2020                                     | Независимый                                     |                              | Цай Инвэнь (Демократическая прогрессивная партия)   | 14 (2016)               |
| 12                                                   |                                                 | Лай Циндэ (Уильям Лай) 賴清德 (род. 1959)       | 20 мая 2020                                     | 20 мая 2024                                     | Демократическая прогрессивная партия            | 15 (2020)                    | Цай Инвэнь (Демократическая прогрессивная партия)   |                         |
| 13                                                   |                                                 | Сьяу Бикхим 蕭美琴 (род. 1971)                  | 20 мая 2024                                     |                                                 | Демократическая прогрессивная партия            |                              | Лай Циндэ (Демократическая прогрессивная партия)    | 16 (2024)               |